# Москоу Юнайтед
Московские Юнайтед — клуб по американскому футболу из Москвы. Серебряный призёр чемпионата России 2011 года.

## История
Апрель 2011 года. Юниорская сборная России по американскому футболу готовилась к последнему отборочному матчу чемпионата Европы против Австрии. Обстоятельства не позволили юниорской сборной России выехать в Австрию на отборочный матч, что автоматически оставляло молодых футболистов без игрового сезона. Тогда главный тренер юниорской сборной России Марат Юрьевич Липатов за несколько месяцев до старта взрослого чемпионата России 2011 заявил о появлении на свет новой команды «Moscow United», основной костяк которой составляют московские игроки юниорской сборной России. В создании команды ему помогала группа энтузиастов: Константин Лариков, Павел Вороненко, Владимир Улицкий, Евгений Терехов, Александр Померанцев.
В стартовом сезоне «Moscow United» была самой молодой командой, выступающей в чемпионате России среди взрослых команд, как по возрасту игроков, так и по времени образования. Но, несмотря на это, стала серебряным призёром.
Игроки «Юнайтед» включаются в сборную России.
В 2015 году в сборную были привлечены:
- Павел Вороненко
- Олег Морозов
- Евгений Терехов
- Дмитрий Кулинич
- Константин Лариков
- Андрей Иванов

В 2018 году на товарищеский матч[4] со Сборной Турцией были вызваны следующие игроки:
- Константин Лариков S
- Никита Гуреев WR
- Денис Тяпаев S
- Кирилл Шепляков OL
- Никита Шевченко TE

## Состав
| ФИО                            | Д. Р.      | № ИГРОКА | ПОЗИЦИЯ | РОСТ | ВЕС |
| Сачечелашвили Андрей Леванович | 28.04.1998 | 23       | RB      | 171  | 80  |
| Тяпаев Денис Юрьевич           | 10.07.1983 | 3        | S       | 178  | 80  |
| Лариков Константин Сергеевич   | 27.01.1993 | 4        | S       | 188  | 82  |
| Годунов Артём Алексеевич       | 11.11.1992 | 6        | RB      | 171  | 75  |
| Морозов Олег Андреевич         | 23.05.1995 | 7        | S       | 182  | 85  |
| Гуреев Никита Сергеевич        | 11.06.1998 | 14       | WR      | 180  | 79  |
| Глишич Стефан                  | 13.05.1997 | 11       | WR      | 186  | 82  |
| Казанцев Эльшан Кудратович     | 23.08.1991 | 12       | QB      | 180  | 86  |
| Маркелов Никита Витальевич     | 04.11.1995 | 24       | RB      | 180  | 86  |
| Зайцев Иван Денисович          | 28.05.1995 | 34       | DL      | 183  | 106 |
| Тягунов Алексей Владимирович   | 12.03.1977 | 41       | LB      | 172  | 90  |
| Минаев Александр Анатольевич   | 30.08.1990 | 50       | LB      | 181  | 106 |
| Чугреев Борис Анатольевич      | 06.03.1988 | 52       | LB      | 184  | 100 |
| Шевченко Никита Олегович       | 04.12.1993 | 54       | OL      | 197  | 111 |
| Валеев Даниил                  | 08.08.1998 | 0        | S       | 184  | 76  |
| Зайцев Артем Денисович         | 02.12.1993 | 59       | OL      | 180  | 120 |
| Зайцев Михаил Сергеевич        | 21.06.1982 | 60       | OL      | 185  | 100 |
|                                |            |          |         |      |     |
| Шепляков Кирилл Станиславович  | 23.04.1987 | 75       | OL      | 183  | 110 |
| Якусевич Максим Владимирович   | 03.01.1994 | 78       | DL      | 185  | 110 |
| Киселев Андрей Алексеевич      | 27.03.1992 | 82       | DL      | 188  | 100 |
| Кобунов Кирилл Сергеевич       | 20.11.1996 | 84       | WR      | 188  | 84  |

## Официальные лица
| Ларикова Алла Вячеславовна    | Президент, координатор спец.команд, тренер дифенсив бэков |
| Лариков Константин Сергеевич  | Спортивный директор                                       |
| Мезинов Станислав Геннадиевич | Координатор нападения, тренер принимающих                 |
| Базин Александр Сергеевич     | Главный тренер, координатор защиты                        |
| Дмитриев Олег Игоревич        | Тренер бегущих                                            |
| Абакумов Александр Валерьевич | Тренер линии нападения                                    |
| Плетнев Дмитрий Денисович     | Тренер линии защиты                                       |

## Школа Новичков
В 2015 году руководством клуба было принято решение о старте ежегодной «Школы новичков». Школа Новичков позволяет узнать правила американского футбола для тех кто впервые знакомится с этим видом спорта, а также быстро влиться в основной тренировочный процесс. Школа является одним из основных источников пополнения состава новыми игроками.
Одни из заметнейших выпускников «Школы Новичков»:
- Дмитрий Елющев, QB;
- Александр Селезов, DE;
- Антон Стаханов, MLB;
- Анатолий Мицура, CB;
- Дмитрий Прогляда, WR;
- Михаил Пешков, LB.

В 2019 году будет проводиться четвёртая «Школа новичков».

## Moscow Unicorns
На основе мужского клуба, в Москве, была создана женская команда по флаг-футболу и американскому футболу «Moscow Unicorns». Moscow Unicorns по состоянию на 2019 год выступают в Женской Лиге Американского Футбола (WLAF) по американскому футболу, а также в Кубке России по флаг-футболу.